# 윌리엄 러베이다

윌리엄 조지프 러베이다(영어: William Joseph Levada, 1936년 5월 16일 ~ 2019년 9월 26일)는 미국의 로마 가톨릭교회 추기경이다. 교황청 신앙교리성의 장관을 역임하였다, 과거 1986년부터 1995년까지 포틀랜드 대교구장으로 있다가 1995년에서 2005년까지 샌프란시스코 대교구장직을 맡았다. 러베이다는 2006년에 추기경에 서임되었다.

## 일대기
윌리엄 러베이다는 1936년 5월 16일 미국 캘리포니아 롱비치에서 태어났다. 롱비치와 휴스턴에서 어린 시절을 보낸 그는 가톨릭계 고등학교를 졸업하고 미국 로스앤젤레스 대교구의 세인트 요한 신학교에서 공부했다. 1958년부터 1961년까지 북아메리카 대학교와 로마의 그레고리오 대학교에서 수학하고 1961년 12월 20일에 사제품을 받았다.
1961년부터 1966년까지는 로스앤젤레스 대교구의 여러 본당에서 사목활동을 했고 1970년대에는 세인트 요한 신학교에서 교수로 재임했다. 1976년부터 1982년까지 러베이다는 교황청 신앙교리성에서 일하면서 그레고리오 대학교에서 신학을 가르쳤다. 특히 1980년대에 러베이다는 가톨릭교회 교리서 집필 작업에서 신앙교리성 장관 요제프 라칭거 추기경을 도왔다.
1983년 3월 로스엔젤레스 대교구의 보좌주교로 임명됐는데, 3년 뒤인 1986년 7월에는 오리곤 주 포틀랜드 대교구장에, 1995년 8월에는 샌프란시스코 대교구 부교구장으로 임명됐으며, 1995년 12월부터 2005년 8월 17일까지 샌프란시스코 대교구장으로 있었다. 2005년 4월 그는 샌프란시스코에서 동성애 문제에 대해서 반대 입장을 표명하는 시가행진을 선두에서 이끌었다. 천여 명이 참가한 이 행진 이후 그는 많은 동성애 지지자들의 비난을 들었다. 그는 또 정치인들은 교회의 가르침과 신앙에 일치해 낙태와 안락사 등에 대한 교회의 입장을 수용할 것을 촉구하기도 했다.
2005년 5월 13일 러베이다는 교황 베네딕토 16세에 의하여 교황청 신앙교리성 장관에 임명됐다. 그리고 이듬해 2월 22일 추기경에 서임됐다.